# Анискино
Ани́скино (рос. Анискино) — село у складі Лосино-Петровського міського округу Московської області, Росія.

## Населення
Населення — 836 осіб (2010; 548 у 2002).
Національний склад (станом на 2002 рік):
- росіяни — 92 %